# Lista de membros da Royal Society eleitos em 1723
Esta é uma lista de Membros da Royal Society eleitos em 1723.

## Fellows
- Nicolo Alberbo d'Aragona (fl. 1723)
- John Armstrong (1674–1742)
- Gilbert Burnett (1690–1726)
- Simon Degge (ca. 1694–1729)
- Antoine Deidier (?1696–1746)
- Anthony Le Duc (fl. 1723)
- Sir John Evelyn (1682–1763)
- West Fenton (ca. 1699–1731)
- Domenico Ferrari (m. 1744)
- Philips Glover (1697–1745)
- Hewer Edgley Hewer (ca. 1692–1728)
- Benjamin Holloway (ca. 1691–1759)
- Henry Jones (m. 1727)
- Robert Marsham (1685–1724)
- Alexander Monro (1697–1767)
- Ralph Ord (m. 1724)
- Isaac de Sequeira Samuda (m. ?1743)
- James Thornhill (1675–1734)
- Giulio Carlo Fagnano dei Toschi (1682–1766)
- John Ward (ca. 1679–1758)
- John White (1699–1769)
- Francis Wollaston (1694–1774)